# زاچیشه (استان ماسوویان)
زاچیشه (به لهستانی:  Zacisze) یک روستا در لهستان است که در گمینا کورچو واقع شده‌است.